# Mariosousa
Mariosousa, biljni rod iz porodice mahunarki opisan 2006. godine i smješten u tribus Acacieae. Postoji 13 priznatih vrsta rasprostranjenih od Arizone i Novog Meksika na jug do Kostarike.

## Vrste
1. Mariosousa acatlensis (Benth.) Seigler & Ebinger
2. Mariosousa centralis (Britton & Rose) Seigler & Ebinger
3. Mariosousa compacta (Rose) Seigler & Ebinger
4. Mariosousa coulteri (Benth.) Seigler & Ebinger
5. Mariosousa dolichostachya (S.F.Blake) Seigler & Ebinger
6. Mariosousa durangensis (Britton & Rose) Seigler & Ebinger
7. Mariosousa mammifera (Schltdl.) Seigler & Ebinger
8. Mariosousa millefolia (S.Watson) Seigler & Ebinger
9. Mariosousa russelliana (Britton & Rose) Seigler & Ebinger
10. Mariosousa salazarii (Britton & Rose) Seigler & Ebinger
11. Mariosousa sericea (M.Martens & Galeotti) Seigler & Ebinger
12. Mariosousa usumacintensis (Lundell) Seigler & Ebinger
13. Mariosousa willardiana (Rose) Seigler & Ebinger